# Jelena Lengold
Jelena Lengold (ur. w 1959 w Kruševacu) – serbska poetka, prozaiczka i dziennikarka.
Przez wiele lat współpracowała z Radiem Belgrad. W 2011 roku jej zbiór opowiadań Jarmarczny kuglarz (srb. Vašarski mađioničar) został wyróżniony Europejską Nagrodą Literacką.

## Nagrody
- Europejska Nagroda Literacka, 2011.
- Nagroda Biljany Jovanović, 2009.
- Nagroda Žensko pero, 2009.
- Nagroda Zlatni Hit Liber, 2009.